# Simon McQuoid
Simon McQuoid (Perth, 1984. április 23.–) ausztrál filmrendező, aki leginkább a Mortal Kombat 2021-es rebootjának rendezőjeként ismert. McQuoid háttere a reklámfilmek rendezése volt.

## Filmográfia

### Filmek
| Év   | Cím                    | Rendező | Producer | Megjegyzés         |
| ---- | ---------------------- | ------- | -------- | ------------------ |
| 2014 | The Night-time Economy | Igen    | Nem      | rövid film         |
| 2021 | Mortal Kombat          | Igen    | Igen     | rendezői debütálás |

## Fordítás
- Ez a szócikk részben vagy egészben  a   Simon McQuoid című angol Wikipédia-szócikk fordításán alapul.  Az eredeti cikk szerkesztőit annak laptörténete sorolja fel. Ez a jelzés csupán a megfogalmazás eredetét és a szerzői jogokat jelzi, nem szolgál a cikkben szereplő információk forrásmegjelöléseként.